# Občina Radovljica
Občina Radovljica je ena od občin v Republiki Sloveniji z 19.000 prebivalci in središčem v Radovljici. Leži na severozahodu Slovenije. Na zahodu meji na občino Bled, na severu na Žirovnico, na severovzhodu na Tržič, na vzhodu na Naklo, na jugu na mestno občino Kranj ter na jugozahodu na Bohinj. Največji naselji v občini, Radovljica in Lesce, sestavljata urbano celoto, ki šteje okoli 9.000 prebivalcev ali skoraj polovico vsega prebivalstva te občine.

## Mestna občina
Občina si je prizadevala pridobiti status mestne občine. Vlada Republike Slovenije je 2. julija 2009 zavrnila ta predlog in ostalih 9 občin, ker niso izpolnjevale dveh pogojev: najmanj 20.000 prebivalcev in 15.000 delovnih mest.

## Naselja v občini
Občina Radovljica obsega 52 naselij, med katerimi ima status mesta edino Radovljica, ki je sedež občine, upravne enote in okrajnega sodišča. Do preoblikovanja občin v letu 1994 je bila Radovljica po površini največja občina na Gorenjskem in šesta največja občina v Sloveniji.
Begunje na Gorenjskem, Brda, Brezje, Brezovica, Dobravica, Dobro Polje, Dvorska vas, Češnjica pri Kropi, Črnivec, Globoko, Gorica, Hlebce, Hraše, Kamna Gorica, Kropa, Lancovo, Lesce, Lipnica, Ljubno, Mišače, Mlaka, Mošnje, Nova vas pri Lescah, Noše, Otoče, Ovsiše, Peračica, Podnart, Poljče, Poljšica pri Podnartu, Posavec, Praproše, Prezrenje, Radovljica, Ravnica, Rovte, Slatna, Spodnja Dobrava, Spodnja Lipnica, Spodnji Otok, Srednja Dobrava, Srednja vas, Studenčice, Vošče, Vrbnje, Zadnja vas, Zaloše, Zapuže, Zgornja Dobrava, Zgornja Lipnica, Zgornji Otok, Zgoša

## Geografija
Občina Radovljica pripada alpskemu svetu. Na severu omejujejo njeno ozemlje Karavanke, na severovzhodu zadnji del Kamniško-Savinjskih Alp in na jugu planota Jelovica. Na levem bregu reke Save se razprostira Radovljiška ravnina. Desni breg tvorijo gričevnati in z gozdom porasel svet Dobrav ter dolina potoka Lipnica z zatrepom proti Kropi. 
Pod mestom Radovljica se združita Sava Bohinjka in Sava Dolinka v reko Savo. Sava je edina reka v občini, ima pa več potokov, med katerimi so številni hudourniki. Jezero je le eno, to je Šobčev bajer, ki je umetnega izvora. Vodno bogastvo dopolnjujejo podzemni potoki, mokrišča in Peračiška slapova ter slap Šum.

## Prometne povezave
Občina Radovljica je od Ljubljane s cestami, železnico in tudi z letalskimi povezavami oddaljena slabih 50 km in od mednarodnega letališča Brnik 30 km. Najbližji mejni prehodi so Rateče (z Italijo), Podkoren in Karavanke (z Avstrijo). Vsi turistični kraji so dostopni z regionalnimi cestami, od Radovljice do Lesc je 2 km, do Begunj 5 km, do Brezij 6 km in do Krope 10 km. 
Železniška proga povezuje Avstrijo, Italijo prek Jesenic in dalje proti Ljubljani, v nasprotni smeri z juga, pa iz Hrvaške. Železniška postaja je v Lescah, Železniška postajališča pa v Radovljici, Podnartu in v Otočah. Za športna in manjša letala je možna uporaba letališča v Lescah.

## Zgodovina
Najstarejše do sedaj znano območje naselitve na območju današnje Radovljice so iz obdobja srednjega paleolitika (40.000 let pr. n. št.) Številne so tudi arheološke najdbe iz mlajših obdobij. Do prve, strnjene in stalne naselitve je prišlo v halštatskem obdobju železne dobe.
Arheologija in zgodovina domnevata, da se je na našem ozemlji (predvsem v Kropi) pričelo železarstvo v 7. stoletju n. št. v času keltsko-noriškega kraljestva, ki je slovelo po izdelovanju železa izredne kakovosti (Ferrum noricum).
Z osvojitvami desetletje pred našim štetjem je bil ta prostor vključen v rimski imperij vse do propada antične dobe. Najbogatejša nahajališča so z območja Lesc, Vila Rustica v Mošnjah, tik ob rimski cesti, ki je potekala iz radovljiškega Predtrga, Brezij, Begunj, Krope in Ljubnega. Najbolj znano in raziskano je naselje Ajdna na južne pobočju Stola.
V obdobju selitve ljudstev (6. in 7. stoletje) so kratek čas tukaj bivali germanski Langobardi, ki pa niso pustili vidnejših sledi. Slovani so se začeli naseljevati v 7. stoletju. S staroselci so oblikovali novo ureditev, ki od 9. stoletja dalje po vključitvi v frankovsko cesarstvo dokončno temelji na fevdalni ureditvi in krščanstvu.
Vrhunec fevdalizma je tukaj tesno povezan s plemiško rodbino Ortenburžanov. Radovljica se v virih prvič omenja leta 1169 z imenom Ratmansdorf. Ortenburžani so na radovljiškem posestvu imeli dva gradova: grad Kamen pri Begunjah in Lipniški grad (Waldenberg) pod Jelovico, kjer je bil tudi sedež njihove oblasti. Hkrati z razvojem Radovljice se je razvijalo tudi podeželsko naselje v bližnjem Predtrgu. Ortenburžani so na vseh svojih posestih razvijali železarstvo, tako se tudi v Kropi, Kamni gorici in Kolnici začnejo oblikovati fužinarske komune. Trške pravice je Radovljica dobila okoli leta 1333. Tako se je v 14. in na začetki 15. stoletja dokončno izoblikovala podoba radovljiške posesti, ki se je nato obdržala dolga stoletja. Poljedelstvo in živinoreja sta prevladovali na levem bregu Save, približno na sredini je bilo cerkveno, obrtno in trgovsko središče v Radovljici, na desnem bregu Save pa se je zaradi naravnih danosti razmahnilo železarstvo. V poznem srednjem veku so se dokončno izoblikovala naselja: Radovljica, Kropa, Begunje in Lesce.
Po izumrtju rodbine Ortenburg so njihove posesti leta 1420 dedovali knezi Celjski, ampak že dve stoletji po tem so tudi Celjani ostali brez moških potomcev in radovljiška posest je prešla v roke vladarske družine Habsburžanov. Prenos oblasti ni potekal mirno - oblegana in delno požgana je bila Radovljica. Cesar Friderik III. je leta 1465 v Radovljici združil celotno sodno oblast, slabo desetletje kasneje ji je podelil trgovske privilegije in zaradi nevarnosti turških vpadov dovolil obnovitev obrambnih naprav in gradnjo obzidja. Leta 1500 je bila Radovljica povzdignjena v mesto. Pri razvoju radovljiškega posestva so Habsburžanom pomagali Lambergi, gospodarji gradu Kamen pri Begunjah, katerih vzpon se prične prav v tem času.
Močan potres leta 1511 je poleg ostale škode povzročil zaton Lipniškega gradu, zato se je sedež uprave vse bolj selil v Radovljico. Štiri leta kasneje pa se je zgodil vseslovenski kmečki upor, na čelu katerega sta bila tudi kmet Klander in »krofasti« krojač, oba iz Radovljice. Po vojaškem porazu uporniške vojske je upor zamrl tudi na radovljiškem gospostvu.
Reformacija je zaznamovala drugo polovico stoletja. Podporniki nove vere na radovljiškem so bili predvsem plemiči. Po zmagi proti reformacije, z zmanjšanjem turške nevarnosti, je sledilo mirnejše obdobje. Leta 1616 so radovljiško posest odkupili grofje Thurn-Valsassina, ki so jo obdržali več kot 300 let. Obdobje 17. in 18. stoletja je bilo v znamenju rasti podeželja, prevozništva, furmanstva in trgovine. To je bila zlata doba železarstva. Leta 1756 v Radovljici rojen Anton Tomaž Linhart je predstavnik nove dobe razsvetljenstva.
Po kratkem obdobju Ilirskih provinc (1809-1814), je bila leta 1840 ustanovljena okrajna gosposka s sedežem v Radovljici. Izgradnja gorenjske železnice je šele v drugi polovici 19. stoletja prinesla ponoven gospodarski in kulturni razvoj. Ustanavljale so se čitalnice, društva in zadruge.
V prvi svetovni vojni je na različnih bojiščih padlo več kot 240 mož iz radovljiške občine. Po vojni, v Kraljevini SHS in kraljevini Jugoslaviji se je občina nadalje kulturno in gospodarsko razvijala. V drugi svetovni vojni, ko je leta 1941 kapitulirala Kraljevina Jugoslavija, je bilo v zaporih nacistične policije Gestapa v Begunjah zaprtih več kot 11.500 zapornikov. 849 jih je izgubilo življenje, več kot 1.700 pa jih je bilo poslanih v različna koncentracijska taborišča. V Srbijo in Hrvaško se bile izgnane številne družine.
Po koncu druge svetovne vojne, je bila v Socialistična federativna republika Jugoslavija radovljiška občina ena največjih občin v takratni državi. Razvoj je temeljil predvsem na industrializaciji, razvoju šolstva, zdravstva, kulture in turizma. Leta 1994 se je z upravno reformo samostojne države Slovenije območje razdelilo na občine Radovljica, Bled in Bohinj, leta 2006 se je od blejske občine odcepila občina Gorje.

## Radovljiški grb
V sedanjem grbu občine Radovljica, iz leta 1992, je upodobljen človek, ki ima v desni roki zlato kolo s šestimi naperami, v levi pa del mesta. Človek stoji na belem ozadju na zelenih tleh v rdečem plašču, modrih hlačah, rdečih nogavicah in s črnimi čevlji. Izraženih je bilo že veliko mnenj in razlag o pomenu kolesa, češ da so bili v mestu pomembni kolarji in so bili v simbolni obliki upodobljeni v grbu. Rdeče-bela zastava z grbom v sredini je dodana leto dni kasneje (leta 1993).
Sedanji grb je zasnovan na podlagi ohranjenega najstarejšega pečata mesta Radovljica iz začetka 16. stoletja. Barve grba pa so povzete po Valvazorjevi zbirki grbov iz leta 1687/88.

## Gospodarstvo in turizem
Pomembno gospodarsko vlogo ima turizem, ki temelji na naravnih, kulturnih in rekreativnih zmogljivostih. Že kmalu po letu 1870, ko je bila zgrajena gorenjska železnica, se letoviščarji obiskovali Radovljico in njeno okolico zaradi naravnih lepot in izredno ugodnega podnebja. Leta 1895 ustanovljeno Planinsko društvo Radovljica je odprlo takratnim turistom pot v naravo in planine, leto kasneje pa je zaživelo Društvo za privabitev tujcev in pričelo z načrtnim delom na področju turizma. Leta 1904 je o njenih lepotah F.Gärtner napisal prvi turistični vodnik v slovenskem jeziku.
Občina Radovljica je znana po bogati kulturni in materialni dediščini, ki je zapuščina preteklih prebivalcev, ki so območje poseljevali vse od antike naprej. Radovljica se prvič omenja kot trg leta 1333, mestne pravice pa je dobila po koncu 15.stoletja. V starem mestnem jedru pravokotne oblike so se ohranili številni spomeniki meščanskega stavbarstva. Prav ti uvrščajo Radovljico med najpomembnejše kulturne spomenike na Slovenskem.
Domačini so na to dediščino ponosni in pozorno skrbijo za njeno ohranjanje.
S čebelarskim muzejem , Šivčevo hišo, Knjižnico A. T. Linharta, Festivalom stare glasbe, Radovljiškim poletjem, decembrskimi prireditvami »Reš'te se, reš'te se starega leta« in srednjeveškimi igrami na gradu Kamen v Begunjah, se Radovljica uveljavlja kot mesto kulture. Kulturna ponudba pa s tem vsekakor ni zaključena. Slovenska peč, vigenjc Vice in mogočne fužinarske hiše v Kropi predstavljajo s celotnim trškim jedrom edinstven spomenik železarstva na Slovenskem. 
Na tem območju je tekla zibel kar nekaterim slovenskim veljakom. Med drugim Antonu Tomažu Linhartu (1756-95), ki je prvi slovenski dramatik, oče slovenskega gledališča in naš prvi kritični zgodovinar in bratoma Avsenik, katerih narodnozabavna glasba je znana po vsem svetu.
Radovljica je zaradi sončne lege in zdrave subalpske klime turistično mesto, ki nudi prijeten oddih, sprehode in športne dejavnosti. Ljubitelji narave ne bodo prikrajšani,saj se lahko po mnogih urejenih poteh podajo na raziskovalno pustolovščino v okoliške gozdove in planine. Lahko gredo na pohod na Begunjščico ali kraško planoto Jelovico, kjer bodo uživali v širnih razgledih ali pa uživajo v zdravilni naravi kampa Šobec. Še en prepoznaven kraj v občini so Brezje, ki so s svojo baziliko Marije Pomagaj osrednje božjepotno središče v Sloveniji. Ugodna geografska lega in prometne zveze omogočajo obisk številnih znamenitosti Dežele in njene okolice.

## Občinski prazniki
- 5. avgust - ustanovitev Cankarjevega bataljona na Pogrošarjevi plani nad Vodiško planino, leta 1941.
- 11. december - rojstni dan prvega slovenskega dramatika Antona Tomaža Linharta leta 1756.

## Muzeji Radovljiške občine
V radovljiški občini je pet muzejev:
- Mestni muzej v Radovljici
- Galerija Šivčeva hiša v Radovljici
- Muzej talcev v Begunjah na Gorenjskem
- Čebelarski muzej v Radovljici
- Kovaški muzej v Kropi